# 이기광 (법조인)
이기광(李起光, 1955년 ~)은 울산지방법원장을 역임한 법조인이다. 

## 생애
1955년 대구광역시에서 태어나 대구고등학교와 영남대학교 법학과를 졸업하고 1983년 제25회 사법시험 합격하여 사법연수원 15기를 수료했다. 1986년 전주지방법원 군산지원 판사에 임용되어 1987년 대구지방법원 김천지원 1990년 대구지방법원 1996년 대구고등법원 1999년 대구지방법원에서 판사를 하다가 2001년에 대구지방법원 부장판사에 임명되어 2008년 대구고등법원을 거쳐 2011년까지 재판장을 하였으며 2012년에는 대구고등법원 수석부장판사에 임명되어 2015년 2월까지 보임하였다. 대구고등법원에서 수석부장판사에 임명된 2012년 2월에 경상북도 선거관리위원회 위원장을 겸직하였으며 2015년에는 대구고등법원 부장판사에 임명되어 1년동안 재판장을 하였다. 2016년 2월 법원 정기인사에서 법원장으로 승진하여 2년동안 제18대 울산지방법원장에 임명되면서 제20대 울산광역시선거관리위원회 위원장을 겸직하였다. 울산지방법원장을 끝으로 30년이 넘는 공직자 생활을 마치면서 퇴임식에서 "아내로서 자신을 드러내지 않고 묵묵히 저를 뒷바라지하면서 삼남매를 훌륭히 키워 준 제 아내, 무등 한 번 태워 주지 못했고, 손잡고 봄길 한 번 함께 걸어 보지못했다."며 아쉬워했다.